# (7193) Yamaoka
(7193) Yamaoka – planetoida z grupy pasa głównego asteroid okrążająca Słońce w ciągu 5,55 lat w średniej odległości 3,14 j.a. Została odkryta 19 września 1993 roku przez Kina Endate i Kazurō Watanabe. Przed nadaniem nazwy planetoida nosiła oznaczenie tymczasowe (7193) 1993 SE2.